# Wat Ratchaburana
Wat Ratchaburana (język tajski: วัดราชบูรณะ) – ruiny świątyni buddyjskiej zbudowanej w czasie panowania Borommaracha Thirata II w pierwszej połowie XV w. Świątynia powstała w miejscu śmierci dwóch braci króla w wyniku walki o władzę. Świątynia wchodzi w skład parku historycznego Ajutthaja. 
W 1957 roku przypadkowo w ukrytej krypcie prangu odkryto skarb w postaci złotych przedmiotów, brązowych posągów Buddy i innych przedmiotów których pochodzenie określono na Angkor Thom, który został złupiony przez Borommaracha Thirat II.